# Powiat słubicki
Powiat słubicki är ett distrikt (polska: powiat) i Lubusz vojvodskap i västra Polen. Huvudort och största stad är Słubice. Distriktet hade totalt 47 516 invånare år 2012.

## Geografi
I väster utgör floden Oder distriktets gräns mot förbundslandet Brandenburg i Tyskland, och den tyska staden Frankfurt an der Oder angränsar direkt till distriktet.

## Administrativ kommunindelning
Distriktet indelas i totalt fem kommuner (gmina), varav fyra är stads- och landskommuner och en är landskommun.

### Stads- och landskommuner
- Cybinka
- Ośno Lubuskie
- Rzepin
- Słubice

### Landskommun
- Górzyca